# 英国—阿散蒂战争
英国－阿散蒂战争（Anglo-Ashanti Wars），指英国和阿散蒂在1824年至1901年之间进行的四场战争，分別從1823、1863、1873、1895年開打，只有第一次打了9年，後三次都在一年內結束。战争因为英国介入阿散蒂沿岸的居民，如芳蒂人和加人和阿散蒂王的冲突而爆发。阿散蒂在部分战役中挫败英军，最终仍然被英国收为保护国。

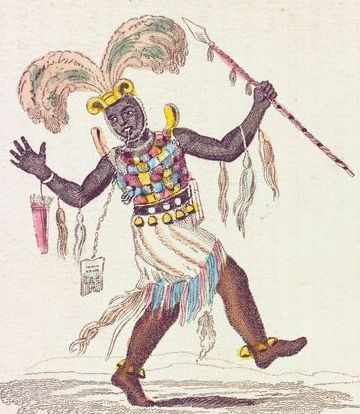
身着军服的阿散蒂军官，绘于约1834年

## 早期战争
英国在早期介入了三场战争：
第一场是阿散蒂人和方提人在1806年至1807年之间进行的战争。英方最初拒绝阿方要求，交出两名叛军，但最终还是满足了阿方的要求，交出了其中一名叛军。另一名叛军成功从英方手中脱逃。
第二场是加人和方提人在1811年进行的战争。Akuapem在战争中攻占了英军位于Tantamkweri的堡垒。
第三场是阿散蒂人和Akim-Akwapim联盟在1814年至1816年之间进行的战争。阿散蒂人胜出后，英国、荷兰和丹麦的地方政府都与阿散蒂签署了条约。1817年，不列颠非洲公司（African Company of Merchants）签署友好条约，承认阿散蒂对沿岸地区的主权。

## 第一次英国阿散蒂战争（1823-1831年）

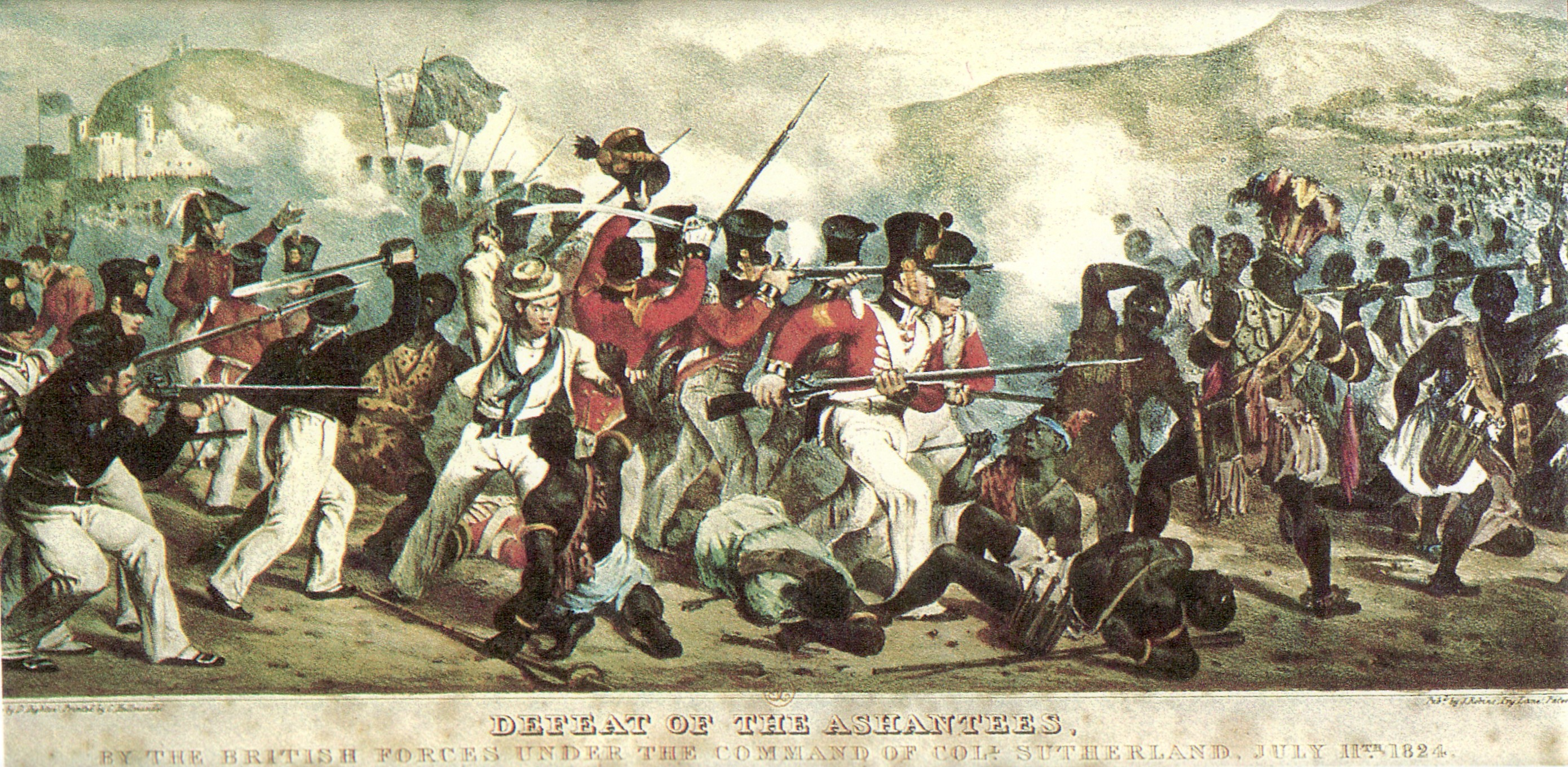
英军在萨瑟兰上校的指挥下，于1824年7月11日击败阿散蒂王。

第一场战争在1823年爆发，1831年结束。1823年，查尔斯·麦卡锡爵士（Sir Charles MacCarthy）拒绝承认阿散蒂对沿岸方提地区的主权。他拒绝谈判，率领海岸角的部队进军内陆。阿散蒂人在Battle of Nsamankow中，击败了麦卡锡孤立无援的部队。阿散蒂人在他阵亡后割下他的头，当作战利品。亚历山大·戈登·莱恩少校（Alexander Gordon Laing）将麦卡锡阵亡的消息带回本土。
阿散蒂军队随后南下沿岸地区，不过因为疾病蔓延的缘故被迫撤退。阿散蒂军队在之后的战斗中，表现出色。所以，他们在1826年又重返了沿岸地区。起初，他们在正面战斗中击败了具有数量优势的英国土著盟友，如Denkyira的部队。但是，英军用新式武器康格里夫火箭（Congreve rocket）击退了阿散蒂军队。1831年，阿散蒂签署条约，同意以普拉河为新界限。此后，双方渡过了一段三十年的和平时期。

## 第二次英国阿散蒂战争（1863-1864年）
第二场战争在1863年爆发，1864年结束。在此之前，双方只爆发了几场小型冲突，和平维持了三十几年。1863年，大批阿散蒂士兵越过普拉河追逐Kwesi Gyana，引发了新一场战争。双方在战争都遭受了伤亡。伦敦拒绝了黄金海岸总督（Governor of the Gold Coast）派出援军的要求。英军最终因为疾病蔓延撤退。

## 第三次英国阿散蒂战争（1873-1874年）

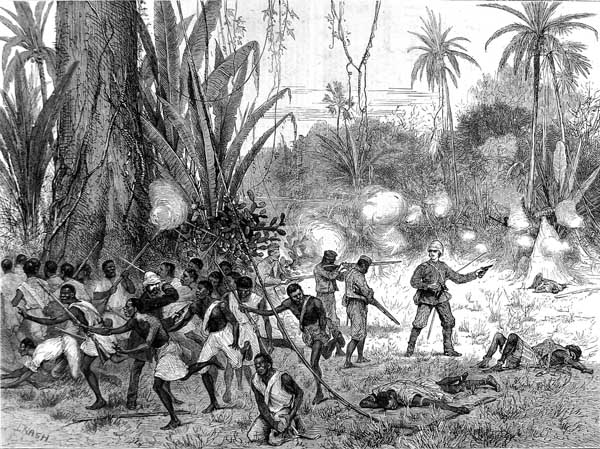
两军在灌木中交战，插图报，1874年。

第三场战争在1873年爆发，1874年结束。1869年，两个分别来自德国和瑞士的传教士家庭被阿散蒂士兵俘虏，运往库马西。阿散蒂人要求对方交出赎金，换取受到良好待遇的传教士家庭的自由。1871年，英国购入荷属黄金海岸的所有地区，包括和阿散蒂具有主权争议的埃尔米纳（Elmina）。阿散蒂随后因此入侵英国领土。
嘉内德·沃尔斯利率领2,500名英国、西印度和非洲（包括方提人）士兵进军内陆。沃尔斯利在本土很快就变得家传户晓。多名随军记者，包括亨利·莫顿·史丹利和G·A·亨提（G. A. Henty）详细报道了战事的进展。军方特地为部队印制了军事和医疗指引。战争期间，英国民间出现了阻止军火商向敌军出售武器的呼声。不过，伦敦政府并没有采取行动。
1873年，沃尔斯利先于部队抵达黄金海岸。在等待部队期间，他制定了作战计划。次年1月31日，沃尔斯利在阿莫阿富尔战役（Battle of Amoaful）中击败敌军。次月4日，他又在Battle of Ordashu中赢得了另一次胜利。英军随后火烧弃城库马西。英军发现阿散蒂宫殿的规模和藏书范围都十分惊人。1874年7月，阿散蒂王签署了Treaty of Fomena，战争结束。阿散蒂要根据条约赔偿50,000盎司黄金，保障双方之间的通商自由，并且开放库马西至普拉河的道路。沃尔斯利在疾病蔓延的季节来临之前，就结束了战争，整个过程不到两个月。英军只有300人伤亡。
部分英国军人佩服阿散蒂军人，尤其是指挥官Amanquatia在阿莫阿富尔表现：“伟大的酋长Amanquatia也在阵亡者之列。可以从他所选择的战场位置看出，他具有可敬的指挥技巧。而他在指挥防御作战时所显示的领兵技巧，证明了他是一个优秀的战术家和英勇的军人。”
英军在战争中首次运用了引擎牵引军需品。它在本土拆解后运到沿岸组装。引擎在牵引军需品的时候，表现并不理想。不过，它在驱动圆锯时表现良好。

## 第四次英国阿散蒂战争（1895-1896年）

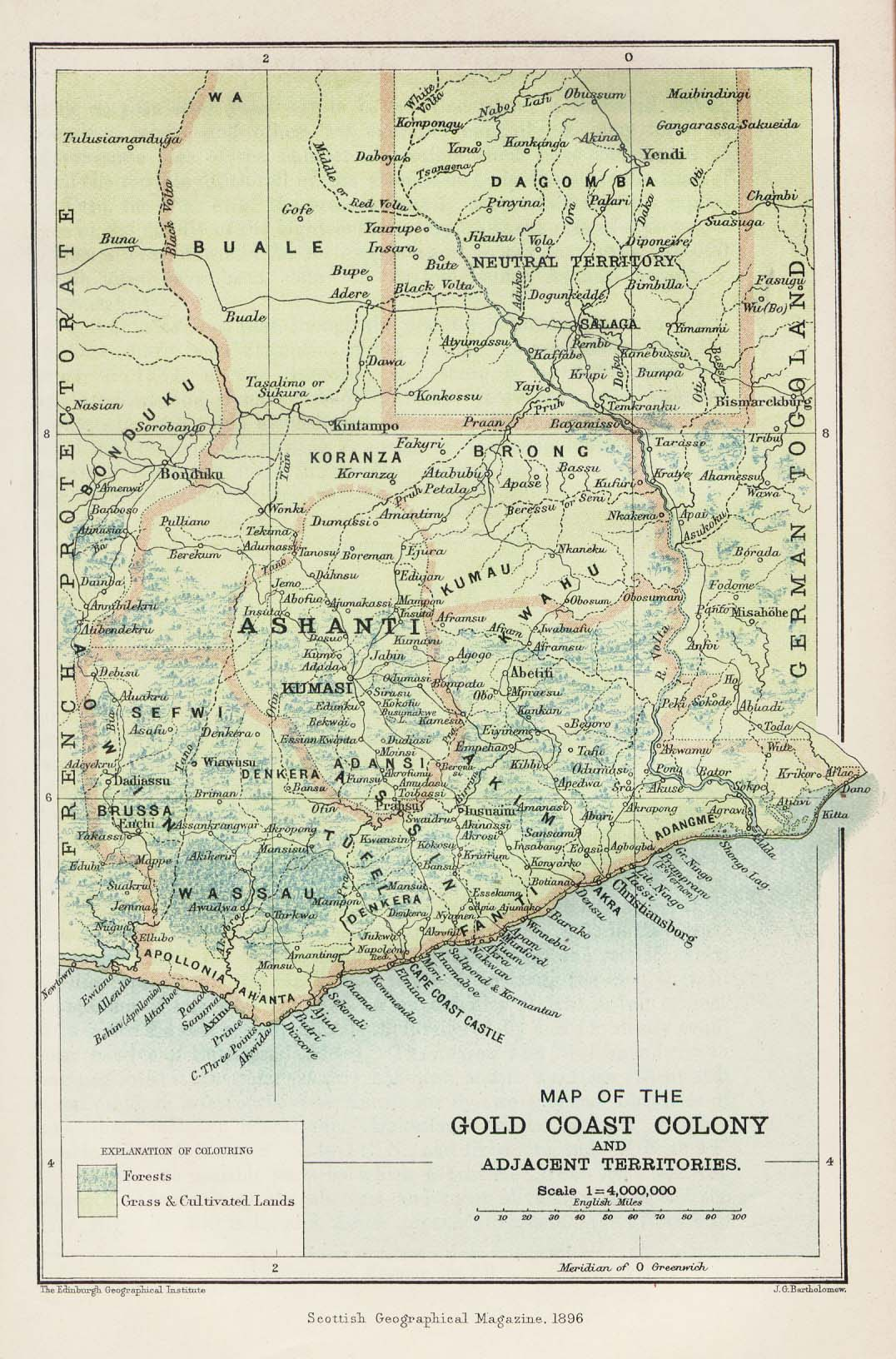
1896年英属黄金海岸地图。

第四场战争为时较短，在1895年12月爆发，1896年2月结束。1891年，英国向阿散蒂提出，将后者收为保护国，遭到后者拒绝。后继的类似要求也同样遭到阿散蒂拒绝。英国担心法国和德国会在这一地区发展势力，所以准备一劳永逸征服阿散蒂。战争在阿散蒂无力还债的背景下爆发。
1895年12月，弗朗西斯·史考特爵士（Sir Francis Scott）率领由英国士兵和西印度士兵组成的主力部队离开沿岸地区。1896年1月，英军抵达库马西。阿散蒂军队遵照命令，没有进行抵抗。不过，仍然有一定数量的英军患上疾病。患病逝世的英国军人包括维多利亚女王的女婿巴滕贝格的亨利王子（Prinz Heinrich von Battenberg）。童军之父羅伯特·貝登堡也参与了战役，他所指挥的是一队土著士兵。不久后，总督威廉·麦克斯韦（William Maxwell）也抵达了阿散蒂首都。阿散蒂王在被迫签署了保护条约之后，被人和其他酋长一起流放到塞舌尔。

## 金凳子之战
未被流放的阿散蒂皇室成员在1900年的金凳子之战对驻守库马西的英军发动了攻势。王母雅·阿散蒂娃等叛军指挥官在战败被俘后，同样被流放到塞舌尔。1902年1月1日，阿散蒂正式划入英属黄金海岸殖民地。

## 相关文献
- Agbodeka, Francis (1971). African Politics and British Policy in the Gold Coast, 1868–1900: A Study in the Forms and Force of Protest. Evanston, IL: Northwestern University Press. ISBN 0-8101-0368-0.
- McCarthy, Mary (1983). Social Change and the Growth of British Power in the Gold Coast: The Fante States, 1807–1874. Lanham, MD: University Press of America. ISBN 0-8191-3148-2.
- Wilks, Ivor (1975). Asante in the Nineteenth Century: The Structure and Evolution of a Political Order. London: Cambridge University Press. ISBN 0-521-20463-1.